# Terry Crews
Terry Alan Crews (Flint, 30 luglio 1968) è un attore, ex giocatore di football americano e conduttore televisivo statunitense.
Come attore è noto per aver recitato in tutti i film della saga degli Expendables, cominciata con I mercenari - The Expendables (2010) e proseguita con I mercenari 2 (2012) e I mercenari 3 (2014), e per il ruolo di Terry Jeffords nella serie televisiva Brooklyn Nine-Nine.
Dal 2014 al 2015 ha condotto la versione americana di Chi vuol essere milionario?.

## Carriera sportiva
La sua carriera nel football americano iniziò nel 1991 quando venne acquistato dai Los Angeles Rams. Nel corso degli anni successivi giocherà anche per i San Diego Chargers e gli Washington Redskins, fino al suo ritiro, avvenuto al termine della stagione nel 1996.

## Carriera cinematografica e televisiva
Crews è poi approdato a Hollywood dove ha interpretato in vari film il ruolo del cattivo palestrato che nel corso della vicenda è costretto a mostrare la sua vulnerabilità e in alcune pellicole (White Chicks, Cambia la tua vita con un click) si è cimentato nel canto e nel ballo di alcune canzonette pop dall'effetto decisamente bislacco, soprattutto in considerazione dell'immagine di uomo "tutto di un pezzo" che solitamente interpreta. Ha preso parte anche ad altre serie tv americane di successo, come The District, in un episodio della quale ha incarnato un pugile violento, con precedenti per molestie domestiche, accusato dell'omicidio della moglie.
Nel 2004 ha anche partecipato al video Down dei Blink-182. Nel 2005 è entrato nel cast della serie televisiva Tutti odiano Chris nei panni del padre di Chris Rock, Julius. Nel 2008 recita nei film La notte non aspetta e Agente Smart - Casino totale. Nel 2010 ha prestato il volto ad una serie di spot umoristici, divenuti oggetto di culto negli USA[1], per conto della linea Old Spice commercializzata da P&G.

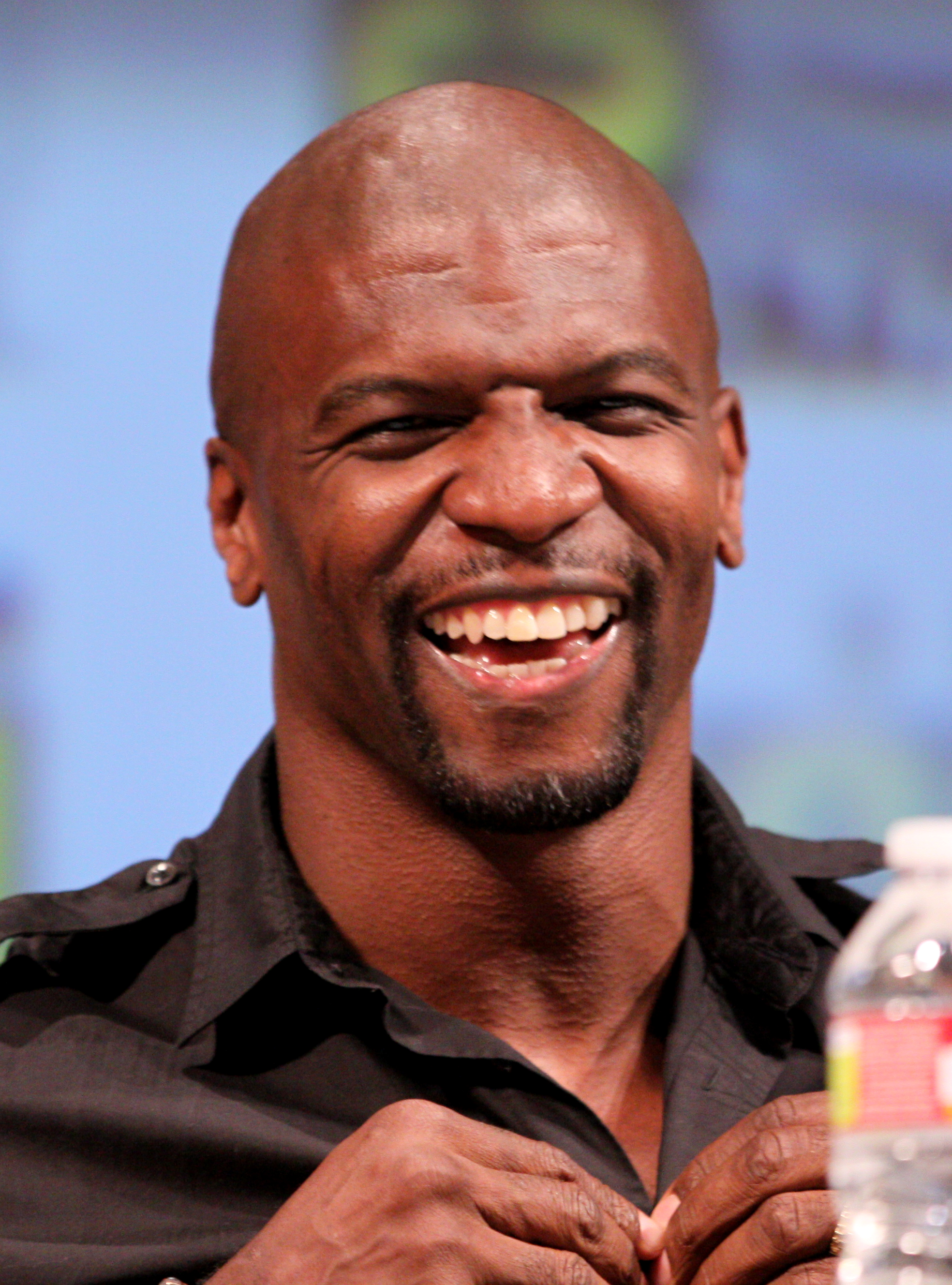
Terry Crews al San Diego Comic-Con International 2010

Nel 2010 è nel cast del film d'azione I mercenari - The Expendables, con Sylvester Stallone (che riveste il triplice ruolo di attore, regista e cosceneggiatore), Mickey Rourke, Jason Statham e Jet Li; Terry Crews interpreta Hale Caesar, esperto di armi del Pentagono, membro di un piccolo gruppo internazionale di esperti mercenari guidati dall'abile Barney Ross (Sylvester Stallone). 
Nel 2012 riprende il ruolo di Hale Caesar nel secondo film della saga degli Expendables, I mercenari 2, diretto da Simon West; sono per la prima volta tutte assieme in un film star del cinema d'azione come Arnold Schwarzenegger, Bruce Willis, Chuck Norris, Jean-Claude Van Damme e Scott Adkins, che vanno ad unirsi a Sylvester Stallone, Jason Statham, Jet Li, Dolph Lundgren e Randy Couture già presenti nel primo film della saga. Sempre nel 2012 dà la sua voce al personaggio del videogioco The Expendables 2 Videogame. Nel 2013 invece doppia un personaggio noto come Ben King nel videogioco Saints Row IV e entra a fare parte del cast del telefilm vincitore di un Golden Globe Brooklyn Nine-Nine.
Nel 2014 riprende ancora il ruolo di Hale Caesar nel terzo film della saga degli 
Expendables, I mercenari 3; a Sylvester Stallone, Arnold Schwarzenegger, Jason Statham, Jet Li, Dolph Lundgren e Randy Couture, già presenti nei primi due film, si aggiungono Mel Gibson, Harrison Ford, Wesley Snipes, Antonio Banderas, Kellan Lutz, Ronda Rousey e Victor Ortiz.
Nel 2018 entra nel cast di Deadpool 2 dove interpreta Bedlam.

## Filmografia

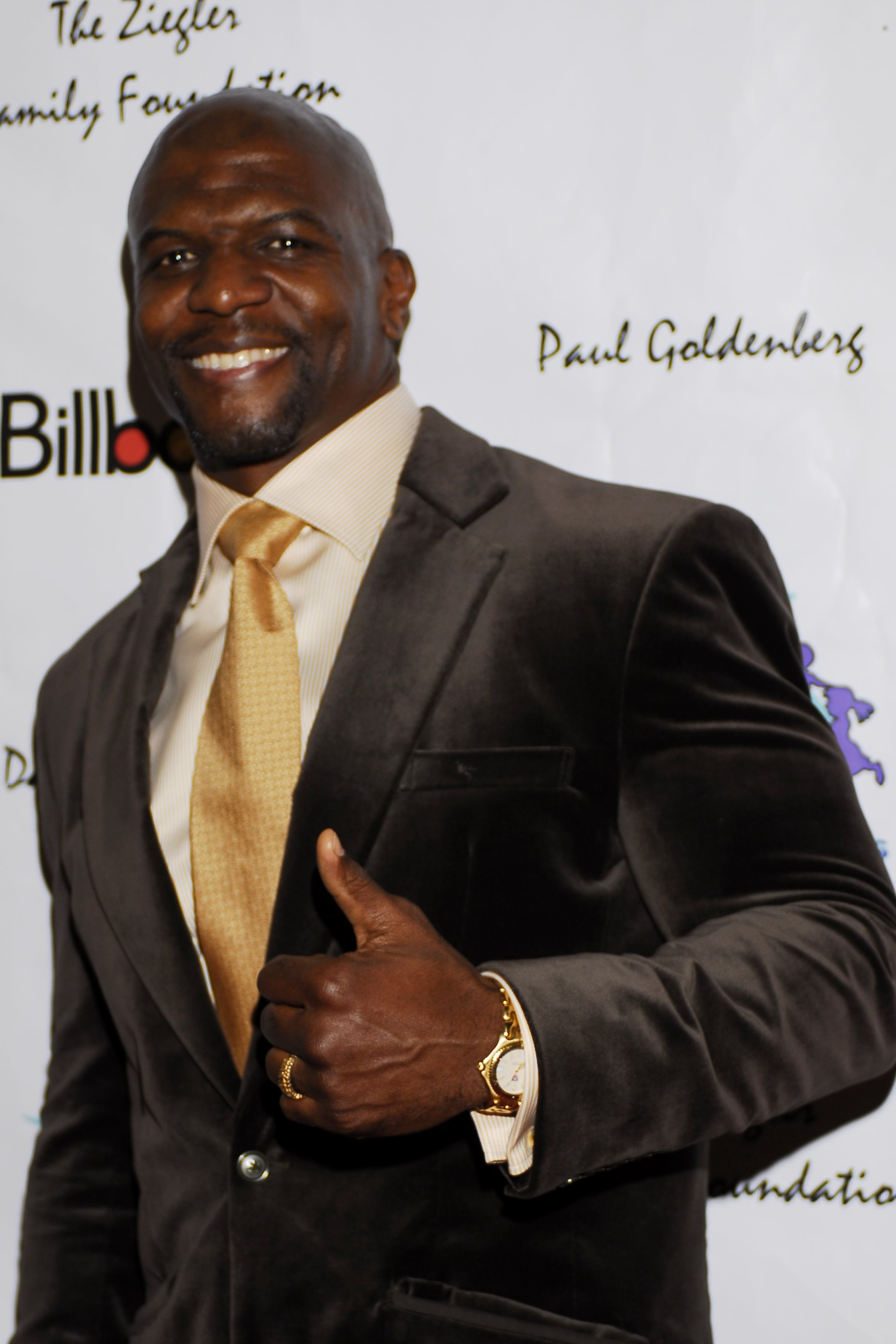
Terry Crews nel 2007

### Attore

#### Cinema
- Il sesto giorno (The 6th Day), regia di Roger Spottiswoode (2000)
- Training Day, regia di Antoine Fuqua (2001) - non accreditato
- Tutta colpa di Sara (Serving Sara), regia di Reginald Hudlin (2002)
- Friday After Next, regia di Marcus Raboy (2002)
- Deliver Us from Eva, regia di Gary Hardwick (2003)
- Malibu's Most Wanted - Rapimento a Malibu, regia di John Whitesell (2003)
- How to Get the Man's Foot Outta Your Ass, regia di Mario Van Peebles (2003)
- Starsky & Hutch, regia di Todd Phillips (2004)
- Soul Plane - Pazzi in aeroplano (Soul Plane), regia di Jessy Terrero (2004)
- White Chicks, regia di Keenen Ivory Wayans (2004)
- L'altra sporca ultima meta (The Longest Yard), regia di Peter Segal (2005)
- Harsh Times - I giorni dell'odio (Harsh Times), regia di David Ayer (2006)
- The Alibi, regia di Matt Checkowski, Kurt Mattila (2006)
- Behind the Smile, regia di Damon Wayans (2006)
- Gli scaldapanchina (The Benchwarmers), regia di Dennis Dugan (2006)
- Puff, Puff, Pass, regia di Mekhi Phifer (2006)
- Cambia la tua vita con un click (Click), regia di Frank Coraci (2006) - non accreditato
- Idiocracy, regia di Mike Judge (2006)
- Inland Empire - L'impero della mente (Inland Empire), regia di David Lynch (2006)
- Norbit, regia di Brian Robbins (2007)
- How to Rob a Bank (and 10 Tips to Actually Get Away with It), regia di Andrew Jenkins (2007)
- Who's Your Caddy?, regia di Don Michael Paul (2007)
- Balls of Fury - Palle in gioco (Balls of Fury), regia di Robert Ben Garant (2007)
- La notte non aspetta (Street Kings), regia di David Ayer (2008)
- Agente Smart - Casino totale (Get Smart), regia di Peter Segal (2008)
- Bruce e Lloyd - Fuori controllo (Get Smart's Bruce and Lloyd: Out of Control), regia di Gil Junger (2008) - direct-to-video
- Terminator Salvation, regia di McG (2009)
- Middle Men, regia di Frank Gallo (2009)
- Gamer, regia di Mark Neveldine, Brian Taylor (2009)
- I mercenari - The Expendables (The Expendables), regia di Sylvester Stallone (2010)
- Lottery Ticket, regia di Erik White (2010)
- Le amiche della sposa (Bridesmaids), regia di Paul Feig (2011)
- I mercenari 2 (The Expendables), regia di Simon West (2012)
- Scary Movie V, regia di Malcolm D. Lee (2013)
- Il club delle madri single (The Single Moms Club), regia di Tyler Perry (2014)
- Draft Day, regia di Ivan Reitman (2014)
- Insieme per forza (Blended), regia di Frank Coraci (2014)
- I mercenari 3 (The Expendables 3), regia di Patrick Hughes (2014)
- Reach Me - La strada per il successo (Reach Me), regia di John Herzfeld (2014)
- M4M: Measure for Measure, regia di Gabriel Manwaring (2015) - non accreditato
- The Ridiculous 6, regia di Frank Coraci (2015)
- Aztec Warrior, regia di Scott Sanders (2016)
- Sandy Wexler, regia di Steven Brill (2017)
- Sorry to Bother You, regia di Boots Riley (2018)
- Deadpool 2, regia di David Leitch (2018)
- The Killer's Game, regia di J.J. Perry (2024)

#### Televisione
- The District - serie TV, episodio 3x09 (2002)
- CSI: Miami - serie TV, episodio 2x22 (2004)
- Tutto in famiglia (My Wife and Kids) - serie TV, episodio 5x19 (2005)
- All of Us - serie TV, episodio 2x22 (2005)
- Tutti odiano Chris (Everybody Hates Chris) - serie TV, 88 episodi (2005-2009)
- Are We There Yet? - serie TV, 72 episodi (2010-2012)
- The Newsroom – serie TV, 5 episodi (2012)
- Second Generation Wayans - serie TV, episodio 1x10 (2013)
- Arrested Development - Ti presento i miei (Arrested Development) - serie TV, 5 episodi (2013)
- Drunk History - serie TV, episodi 1x05-2x01 (2013-2014)
- Brooklyn Nine-Nine - serie TV, 151 episodi (2013-2021)
- America's got talent (2019)
- Tales of the Walking Dead - serie TV, episodio 1x01 (2022)

#### Videoclip
- Down dei Blink-182 (2004)
- These Walls - Kendrick Lamar
- Swish Swish di Katy Perry (2017)
- Pressure dei Muse (2018)
- Algorithm dei Muse (2018)
- Stay High di Brittany Howard (2019)

### Doppiatore
- The Boondocks - serie TV, episodi 1x04-1x05-2x04 (2005-2007)
- American Dad! - serie TV, episodi 6x11-9x17 (2011, 2014)
- The Expendables 2 Videogame - videogioco (2012)
- Saints Row IV - videogioco (2013)
- Piovono polpette 2 - La rivincita degli avanzi (Cloudy with a Chance of Meatballs 2), regia di Cody Cameron, Kris Pearn (2013)
- Ultimate Spider-Man - serie TV, episodi 2x21-2x22 (2013)
- Regular Show - serie TV, episodio 5x12 (2013)
- VeggieTales: Celery Night Fever, regia di Mike Nawrocki (2014)
- Hulk and the Agents of S.M.A.S.H. - serie TV, episodio 2x03 (2014)
- Steve - Un mostro a tutto ritmo (Rumble), regia di Hamish Grieve (2021)
- IF - Gli amici immaginari (IF), regia di John Krasinski (2024)

### Conduttore
- Chi vuol essere milionario? [(Syndication) 2014-2015]

## Doppiatori italiani
Nelle versioni in italiano delle opere in cui ha recitato, Terry Crews è stato doppiato da:
- Roberto Draghetti in Tutta colpa di Sara, Arrested Development - Ti presento i miei, Harsh Times - I giorni dell'odio, Norbit, Agente Smart - Casino totale, I mercenari - The Expendables, Le amiche della sposa, I mercenari 2, I mercenari 3, The Ridiculous 6, Sandy Wexler, Sorry To Bother You
- Claudio Fattoretto in Il sesto giorno, CSI: Miami, White Chicks, L'altra sporca ultima meta, Gli scaldapanchina, Idiocracy
- Sergio Lucchetti in Starsky & Hutch, Brooklyn Nine-Nine
- Massimo Bitossi in Tutti odiano Chris, Gamer
- Simone Mori in Scary Movie V, The Killer's Game
- Fabrizio Pucci in Tutto in famiglia
- Renzo Stacchi in Inland Empire - L'impero della mente
- Achille D'Aniello in La notte non aspetta
- Andrea Lavagnino in The Newsroom
- Stefano Mondini in Draft Day
- Pino Insegno in Insieme per forza
- Pietro Ubaldi in Reach Me - La strada del successo
- Tony Sansone in Deadpool 2
- Dario Oppido in Tales of the Walking Dead

Da doppiatore è sostituito da:
- Fabrizio Pucci in Ultimate Spider-Man, Hulk e gli agenti S.M.A.S.H., La famiglia Willoughby
- Mario Bombardieri in The Boondocks
- Roberto Draghetti in Piovono polpette 2 - La rivincita degli avanzi
- Gabriele Tacchi in Craig
- Massimo Bitossi in Steve - Un mostro a tutto ritmo